# Wilson Pinheiro

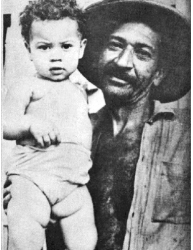
Wilson Pinheiro

Wilson de Souza Pinheiro (Careiro, 1933 - Brasiléia. 1980) was de president van de Vakbond van Plattelandswerknemers in de staat Acre in Brazilië. Hij hielp in de strijd tegen de veeboeren die het Amazoneregenwoud vernielden. Hij was een collega van Chico Mendes, de president van de Xapuri (Plattelands Werknemers Vakbond van Xapuri) die net als Wilson Pinheiro vermoord werd in de strijd voor het behoud van het Amazoneregenwoud. 